# Longitarsus arenaceus
Longitarsus arenaceus är en skalbaggsart som beskrevs av Willis Blatchley 1921. Longitarsus arenaceus ingår i släktet Longitarsus och familjen bladbaggar. Inga underarter finns listade i Catalogue of Life.